# Campionato africano femminile di pallavolo 2015
Il campionato africano femminile di pallavolo 2015 si è svolto dal 12 al 20 giugno 2015 a Nairobi, in Kenya: al torneo hanno partecipato otto squadre nazionali africane e la vittoria finale è andata per la nona volta, la terza consecutiva, al Kenya.

## Impianti
|                                                                                      |  |  |
|                                                                                      |  |  |
| Moi International Sports Centre Città: Nairobi Capienza: 6 000 Anno d'apertura: 1987 |  |  |

## Regolamento

### Formula
Le squadre hanno disputato una prima fase a gironi con formula del girone all'italiana; al termine della prima fase:
- Le prime due classificate di ogni girone hanno acceduto alla fase finale per il primo posto, strutturata in semifinali, finale per il terzo posto e finale.
- Le ultime due classificate di ogni girone hanno acceduto alla fase finale per il quinto posto, strutturata in semifinali, finale per il settimo posto e finale per il quinto posto.

### Criteri di classifica
Se il risultato finale è stato di 3-0 o 3-1 sono stati assegnati 3 punti alla squadra vincente e 0 a quella sconfitta, se il risultato finale è stato di 3-2 sono stati assegnati 2 punti alla squadra vincente e 1 a quella sconfitta.
L'ordine del posizionamento in classifica è stato definito in base a:
- Numero di partite vinte;
- Punti;
- Ratio dei set vinti/persi;
- Ratio dei punti realizzati/subiti;
- Risultati degli scontri diretti.

## Squadre partecipanti
| Squadra   | Qualificazione      | Ultima partecipazione |
| --------- | ------------------- | --------------------- |
| Algeria   | -                   | Kenya 2013            |
| Botswana  | -                   | Kenya 2011            |
| Camerun   | -                   | Kenya 2013            |
| Kenya     | Paese organizzatore | Kenya 2013            |
| Mauritius | -                   | Kenya 1995            |
| Marocco   | -                   | Algeria 2009          |
| Senegal   | -                   | Kenya 2013            |
| Tunisia   | -                   | Kenya 2013            |

## Torneo

### Fase a gironi
| Girone A  | Girone B |
| --------- | -------- |
| Algeria   | Camerun  |
| Botswana  | Marocco  |
| Kenya     | Senegal  |
| Mauritius | Tunisia  |

#### Girone A

##### Risultati
| 12 giugno 2015 Moi Sports Centre, Nairobi Durata: ? - Spettatori: ? | Mauritius | 0 - 3 | Kenya     | 12-25, 13-25, 17-25        |
| 13 giugno 2015 Moi Sports Centre, Nairobi Durata: ? - Spettatori: ? | Botswana  | 1 - 3 | Algeria   | 17-25, 25-17, 20-25, 16-25 |
| 14 giugno 2015 Moi Sports Centre, Nairobi Durata: ? - Spettatori: ? | Mauritius | 1 - 3 | Botswana  | 22-25, 25-23, 23-25, 15-25 |
| 14 giugno 2015 Moi Sports Centre, Nairobi Durata: ? - Spettatori: ? | Kenya     | 3 - 0 | Algeria   | 25-20, 25-22, 25-19        |
| 15 giugno 2015 Moi Sports Centre, Nairobi Durata: ? - Spettatori: ? | Algeria   | 3 - 0 | Mauritius | 25-15, 25-15, 26-24        |
| 15 giugno 2015 Moi Sports Centre, Nairobi Durata: ? - Spettatori: ? | Kenya     | 3 - 0 | Botswana  | 25-19, 25-12, 25-18        |

##### Classifica
| Pos | Squadra   | Pt | G | V | P | SV | SP | Ratio | PF  | PS  | Ratio |
| --- | --------- | -- | - | - | - | -- | -- | ----- | --- | --- | ----- |
| 1   | Kenya     | 9  | 3 | 3 | 0 | 9  | 0  | MAX   | 225 | 152 | 1.480 |
| 2   | Algeria   | 6  | 3 | 2 | 1 | 6  | 4  | 1.500 | 229 | 207 | 1.106 |
| 3   | Botswana  | 3  | 3 | 1 | 2 | 4  | 7  | 0.571 | 225 | 252 | 0.892 |
| 4   | Mauritius | 0  | 3 | 0 | 3 | 1  | 9  | 0.111 | 181 | 249 | 0.726 |

#### Girone B

##### Risultati
| 12 giugno 2015 Moi Sports Centre, Nairobi Durata: ? - Spettatori: ? | Senegal | 3 - 2 | Camerun | 20-25, 25-27, 25-16, 25-20, 15-12 |
| 13 giugno 2015 Moi Sports Centre, Nairobi Durata: ? - Spettatori: ? | Tunisia | 3 - 1 | Marocco | 24-26, 25-17, 25-21, 25-13        |
| 14 giugno 2015 Moi Sports Centre, Nairobi Durata: ? - Spettatori: ? | Camerun | 3 - 0 | Marocco | 25-17, 25-18, 25-20               |
| 14 giugno 2015 Moi Sports Centre, Nairobi Durata: ? - Spettatori: ? | Senegal | 3 - 2 | Tunisia | 14-25, 17-25, 25-18, 25-20, 15-12 |
| 15 giugno 2015 Moi Sports Centre, Nairobi Durata: ? - Spettatori: ? | Tunisia | 2 - 3 | Camerun | 25-15, 18-25, 26-28, 26-24, 13-25 |
| 15 giugno 2015 Moi Sports Centre, Nairobi Durata: ? - Spettatori: ? | Marocco | 2 - 3 | Senegal | 25-23, 25-22, 9-25, 18-25, 9-15   |

##### Classifica
| Pos | Squadra | Pt | G | V | P | SV | SP | Ratio | PF  | PS  | Ratio |
| --- | ------- | -- | - | - | - | -- | -- | ----- | --- | --- | ----- |
| 1   | Senegal | 6  | 3 | 3 | 0 | 9  | 6  | 1.500 | 316 | 286 | 1.104 |
| 2   | Camerun | 6  | 3 | 2 | 1 | 8  | 5  | 1.600 | 282 | 273 | 1.032 |
| 3   | Tunisia | 5  | 3 | 1 | 2 | 7  | 7  | 1.000 | 307 | 280 | 1.096 |
| 4   | Marocco | 1  | 3 | 0 | 3 | 3  | 9  | 0.333 | 218 | 284 | 0.767 |

### Fase finale

#### Finali 1º e 3º posto
|  | Semifinali | Semifinali | Semifinali |         |       | Finale 1º/2º posto | Finale 1º/2º posto | Finale 1º/2º posto |  |
|  |            |            |            |         |       |                    |                    |                    |  |
|  | Kenya      | Kenya      | 3          |         |       |                    |                    |                    |  |
|  | Kenya      | Kenya      | 3          |         |       |                    |                    |                    |  |
|  | Camerun    | Camerun    | 0          |         |       |                    |                    |                    |  |
|  | Camerun    | Camerun    | 0          |         | Kenya | Kenya              | 3                  |                    |  |
|  |            |            |            |         | Kenya | Kenya              | 3                  |                    |  |
|  |            |            | Algeria    | Algeria | 0     |                    |                    |                    |  |
|  | Senegal    | Senegal    | Algeria    | Algeria | 0     | 0                  |                    |                    |  |
|  | Senegal    | Senegal    |            |         |       | 0                  |                    |                    |  |
|  | Algeria    | Algeria    | 3          |         |       | Finale 3º/4º posto | Finale 3º/4º posto | Finale 3º/4º posto |  |
|  | Algeria    | Algeria    | 3          |         |       |                    |                    |                    |  |
|  |            |            |            |         |       |                    |                    |                    |  |
|  |            |            |            |         |       | Senegal            | Senegal            | 2                  |  |
|  |            |            |            |         |       | Senegal            | Senegal            | 2                  |  |
|  |            |            |            |         |       | Camerun            | Camerun            | 3                  |  |

##### Semifinali
| 17 giugno 2015 Moi Sports Centre, Nairobi Durata: 1h:21 - Spettatori: 5 000 | Kenya   | 3 - 0 | Camerun | 25-22, 25-14, 25-22 |
| 17 giugno 2015 Moi Sports Centre, Nairobi Durata: 1h:12 - Spettatori: 3 000 | Senegal | 0 - 3 | Algeria | 14-25, 17-25, 22-25 |

##### Finale 3º posto
| 20 giugno 2015 Moi Sports Centre, Nairobi Durata: 1h:49 - Spettatori: 4 000 | Senegal | 2 - 3 | Camerun | 19-25, 25-23, 25-14, 13-25, 15-17 |

##### Finale
| 20 giugno 2015 Moi Sports Centre, Nairobi Durata: 1h:11 - Spettatori: 6 000 | Kenya | 3 - 0 | Algeria | 25-17, 25-21, 25-20 |

#### Finali 5º e 7º posto
|  | Semifinali | Semifinali | Semifinali |         |         | Finale 5º/6º posto | Finale 5º/6º posto | Finale 5º/6º posto |  |
|  |            |            |            |         |         |                    |                    |                    |  |
|  | Botswana   | Botswana   | 0          |         |         |                    |                    |                    |  |
|  | Botswana   | Botswana   | 0          |         |         |                    |                    |                    |  |
|  | Marocco    | Marocco    | 3          |         |         |                    |                    |                    |  |
|  | Marocco    | Marocco    | 3          |         | Marocco | Marocco            | 1                  |                    |  |
|  |            |            |            |         | Marocco | Marocco            | 1                  |                    |  |
|  |            |            | Tunisia    | Tunisia | 3       |                    |                    |                    |  |
|  | Tunisia    | Tunisia    | Tunisia    | Tunisia | 3       | 3                  |                    |                    |  |
|  | Tunisia    | Tunisia    |            |         |         | 3                  |                    |                    |  |
|  | Mauritius  | Mauritius  | 0          |         |         | Finale 7º/8º posto | Finale 7º/8º posto | Finale 7º/8º posto |  |
|  | Mauritius  | Mauritius  | 0          |         |         |                    |                    |                    |  |
|  |            |            |            |         |         |                    |                    |                    |  |
|  |            |            |            |         |         | Botswana           | Botswana           | 1                  |  |
|  |            |            |            |         |         | Botswana           | Botswana           | 1                  |  |
|  |            |            |            |         |         | Mauritius          | Mauritius          | 3                  |  |

##### Semifinali
| 17 giugno 2015 Moi Sports Centre, Nairobi Durata: 1h:28 - Spettatori: 500   | Botswana | 0 - 3 | Marocco   | 22-25, 22-25, 12-25 |
| 17 giugno 2015 Moi Sports Centre, Nairobi Durata: 1h:09 - Spettatori: 1 000 | Tunisia  | 3 - 0 | Mauritius | 25-13, 25-17, 25-14 |

##### Finale 7º posto
| 18 giugno 2015 Moi Sports Centre, Nairobi Durata: 1h:41 - Spettatori: 200 | Botswana | 1 - 3 | Mauritius | 25-17, 21-25, 19-25, 21-25 |

##### Finale 5º posto
| 18 giugno 2015 Moi Sports Centre, Nairobi Durata: ? - Spettatori: 400 | Marocco | 1 - 3 | Tunisia | 16-25, 25-21, 21-25, 21-25 |

## Classifica finale
| Pos | Squadra   | Qualificazione       |
| --- | --------- | -------------------- |
|     | Kenya     | Coppa del Mondo 2015 |
|     | Algeria   | Coppa del Mondo 2015 |
|     | Camerun   |                      |
| 4   | Senegal   |                      |
| 5   | Tunisia   |                      |
| 6   | Marocco   |                      |
| 7   | Mauritius |                      |
| 8   | Botswana  |                      |

## Premi individuali
| Premio                 | Nome            | Squadra |
| ---------------------- | --------------- | ------- |
| MVP                    | Everline Makuto | Kenya   |
| Miglior attaccante     | Fatou Diuock    | Senegal |
| Miglior muro           | Ruth Jepngetich | Kenya   |
| Miglior servizio       | Lydia Oulmou    | Algeria |
| Miglior palleggiatrice | Jane Wachu      | Kenya   |
| Miglior ricevitrice    | Moma Bassoko    | Camerun |
| Miglior libero         | Nafula Wanyama  | Kenya   |